# Томас (окръг, Небраска)
Вижте пояснителната страница за други значения на Томас.
Окръг Томас (на английски: Thomas County) е окръг в щата Небраска, Съединени американски щати. Площта му е 1849 km², а населението - 729 души (2000). Административен център е град Тедфорд.